# Cuore (serial cinematografico)
Cuore è un serial cinematografico italiano in nove  cortometraggi di 15-20 minuti ciascuno, diretti da Leopoldo Carlucci, Vittorio Rossi Pianelli e Umberto Paradisi, tra il 1915 e il 1916. 
Nel romanzo Cuore di Edmondo De Amicis il Maestro Perboni ogni mese racconta alla classe una storia diversa, ciascuna delle quali ha per protagonista un bambino. La serie mette in scena tutti i nove racconti mensili del libro. Due attori bambini, Ermanno Roveri e Luigi Petrungaro si alternano come protagonisti:
1. Il piccolo patriota padovano, regia di Leopoldo Carlucci (1915), con Ermanno Roveri.
2. La piccola vedetta lombarda, regia di Vittorio Rossi Pianelli (1915), con Luigi Petrungaro.
3. Il piccolo scrivano fiorentino, regia di Leopoldo Carlucci (1915), con Ermanno Roveri.
4. Il tamburino sardo, regia di Vittorio Rossi Pianelli (1915), con Luigi Petrungaro.
5. L'infermiere di Tata, regia di Leopoldo Carlucci (1916), con Luigi Petrungaro.
6. Sangue romagnolo, regia di Leopoldo Carlucci (1916), con Luigi Petrungaro.
7. Valor civile, regia di Umberto Paradisi (1916), con Ermanno Roveri.
8. Dagli Appennini alle Ande, regia di Umberto Paradisi (1916), con Ermanno Roveri.
9. Naufragio, regia di Umberto Paradisi (1916), con Ermanno Roveri.

Il serial del 1915-16 non è stato l'unico a rappresentare i "racconti mensili" del libro Cuore. Nel 1952 il film Altri tempi - Zibaldone n. 1 (Italia, 1952), diretto da Alessandro Blasetti, include l'episodio de Il tamburino sardo. Il film Cuore (1973) è costituito da quattro dei nove racconti; ed anche le due serie televisive del 1984 e del 2001, pur incentrandosi sulle vicende del Maestro Perboni e della sua classe, includono alcuni dei "racconti mensili".